# Markus Stockhausen
Markus Pirol Stockhausen (Colonia, 2 maggio 1957) è un trombettista e compositore tedesco.
Particolarmente attivo nel jazz e nell'ambito dell'improvvisazione libera oltre che nel repertorio colto contemporaneo. Intraprese già a partire dal 1975 un'intensa e proficua collaborazione con il padre Karlheinz Stockhausen, celebre compositore d'avanguardia e figura di spicco della scuola di Darmstadt.

## Biografia
All'età di quattro anni è apparso come "bambino che gioca" nel pezzo teatrale di suo padre Originale. Ha ricevuto le sue prime lezioni di pianoforte all'età di sei anni e all'età di dodici anni ha iniziato a suonare la tromba. Ha frequentato il liceo musicale di Colonia.
Concerti e apparizioni in festival, anche per il Goethe Institute, lo hanno portato in giro per il mondo. Nel novembre 2008 ha eseguito la prima esecuzione di Freedom Variations, una composizione per tromba e ensemble da camera scritta dal compositore italiano Lorenzo Ferrero.

## Discografia
- Così Lontano. . . Quasi Dentro (ECM, 1989)
- Markus Stockhausen - Zoro Babel Fuchs: Beings (Fonit Cetra, 1990)
- Aparis ( ECM, 1990)
- Köln Musik Fantasy (1991)
- Stockhausen: Michaels Reise (ECM, 1992)
- Nonostante gli sforzi dei vigili del fuoco. . . (Polygram / ECM / Universal, 1993)
- New Colors of Piccolo Trumpet ( EMI Classics, 1993)
- Stockhausen: Oberlippentanz; Ave; Tierkreis (Trio-Version) (Stockhausen-Verlag, 1993)
- Stockhausen: Ariete; Klavierstück XIII (Stockhausen-Verlag, 1994)
- Clown (EMI, 1995)
- Possible Worlds (CMP, 1995)
- Colonia Music Fantasy (Largo, 1996)
- Sol Mestizo ( ACT, 1996)
- Markus Stockhausen interpreta Karlheinz Stockhausen (EMI Classics, 1998)
- Solo I (Aktivraum, 2000)
- Still Light (MA, 2000)
- In Deiner Nahe (Aktivraum, 2001)
- Karta (ECM, 2001)
- Close to You (Aktivraum, 2001)
- Joyosa (Enja, 2002)
- Lichtblick: Prima, Altrove. . . (Aktivraum, 2004)
- Non-dualità (Aktivraum, 2004)
- Thinking About (Aktivraum, 2004)
- Mozart, La Nuit Jazz 'n' Groove (Nocturne, 2005)
- Es War Einmal. . . Instanti Infiniti (Aktivraum, 2007)
- Streams (Enja, 2007)
- Abendglühen (Aktivraum, 2008)
- Tesori elettrici: Live in Bonn (Aktivraum, 2008)
- No Matter (Metastation, 2008)
- Simbiosi: Werke von Markus Stockhausen für Klarinette und Trompete und Streichorchester (Aktivraum, 2008)
- Altre presenze (Sargasso, 2008)
- Symphonic Colors (2009)
- Spaces & Spheres: Intuitive Music (Wergo, 2013)
- Markus Stockhausen e il Metropole Orkest (Intuition, 2013)
- Atlas (con Martux_m, Resiliens recordings, 2015)[4]
- Alba (ECM / Universal, 2016)
- Hamdelaneh - Intimate Dialogues (con Alireza Mortazavi, Dark Companion, 2019) [5]
- Free Spirits (con Lino Capra Vaccina e Alireza Mortazavi, Dark Companion, 2022)
- Reverie (con Luca Formentini, Dark Companion, 2023)

### Collaborazioni
Con Rainer Brüninghaus
- Continuum (ECM, 1983)

Con Ralph Towner
- City of Eyes (ECM, 1988)

Con Gaspare Bernardi
- Stranger at home (Incipit/Egea, 2018)